# 早川権弥
早川 権弥（はやかわ ごんや、文久元年6月18日（1861年7月25日） - 大正10年（1921年）8月10日）は、日本の政治家。衆議院議員、本名は早川義親。

## 来歴
信濃国佐久郡前山村（現長野県佐久市）生まれ。父親の早川重衛門は後に第十九国立銀行初代頭取を務めた。長野県師範学校を卒業後、明治14年（1881年）自由党に加盟し、党勢の拡張に奔走する。同17年（1884年）の飯田事件に関係したとして検挙されたが証拠不十分として免訴となった。同18年（1885年）には立川雲平、木内信らと東信友誼会を結成し、同20年（1887年）に長野県下の有志を代表して上京し、条約改正反対、地租軽減、言論集会の自由を求めた三大建白書を元老院に提出したが、保安条例によって東京から追放される。
この頃、キリスト教に入信し、同22年（1889年）アメリカ・オランダ改革派教会の宣教師J・H・バラから受洗した。以後、佐久地方におけるキリスト教伝道の中心人物のひとりとして活躍し、小諸義塾の木村熊二を支持して臼田教会の設立に協力した。のち佐久教会の初代長老に選ばれた。
明治21年（1888年）に長野県会議員となり、廃娼運動を建議した。同31年（1898年）第5回衆議院議員総選挙に当選。同32年（1899年）には南佐久郡会議員、同40年（1907年）に前山村長などを歴任した。